# Westerbach (Hasel)
Der Westerbach ist ein linker Nebenfluss der Hasel im Landkreis Unterallgäu. Über diese und die Mindel ist er ein indirekter rechter Nebenfluss der Donau in Bayern.
Die Quelle des Westerbachs befindet sich nördlich von Tussenhausen nahe der Kreisstraße MN 23 (Tussenhausen–Markt Wald). Von dort aus fließt der gut 12 km lange Westerbach zuerst in nordwestlicher, dann in nördlicher Richtung bis zur Mündung in die Hasel bei Haselbach (Gemeinde Eppishausen). Der Höhenunterschied zwischen der Quelle und der Mündung beträgt 104 m. Der Westerbach fließt am südwestlichsten Rand des Naturparks Augsburg-Westliche Wälder. Der Westerbach fließt durch keine Ortschaften.